# Château de Montimer
Le château de Montimer est une demeure du XVIe siècle qui se dresse sur le territoire de l'ancienne commune française de La Perrière, dans le département de l'Orne, en région Normandie. Il est partiellement inscrit au titre des monuments historiques.

## Localisation
Le château est situé en bordure de la forêt de Bellême, à La Perrière, commune déléguée au sein de Belforêt-en-Perche, dans le département français de l'Orne.

## Historique
Le logis initial, carré, fut construit au milieu du XVIe siècle. Une partie du pignon sud-est de l'actuelle demeure et le gros pavillon appuyé au droit de la façade arrière date de cette époque. À la fin du XVIe siècle, de gros travaux modifient substantiellement le manoir, avec l'ajout d'un autre pavillon sur la façade sud en 1581. D'autres travaux sont entrepris au cours du XVIIIe siècle, avant que son propriétaire à la fin du XIXe siècle ne transforme radicalement l'ensemble.
La forte tour cylindrique couronnée de mâchicoulis située à l'ouest du logis est le dernier vestige de la première enceinte du domaine. La tour est percée d'une porte flamboyante datée de 1506, mais la date de sa construction est débattue. Sa charpente, classée depuis 1975, date de 1742,.

## Description
Depuis les transformations de la fin du XIXe siècle, le château de Montimer présente un mélange architectural présentant des caractères néo-médiévaux et hispano-mauresques.

## Protection
Les façades et toitures de la tour sont inscrites au titre des monuments historiques par arrêté du 27 mai 1975.